# 라디오 매거진 위크 앤드
라디오 매거진 위크 앤드는 KBS 1라디오(전국, 수도권 기준 FM 97.3MHz, AM 711kHz)에서 주말 아침 7시 5분부터 아침 8시 57분까지 방송되는 주말 시사 프로그램이며, 기존에 방송됐던 《생방송 토요일 아침입니다》와 《생방송 일요일 아침입니다》를 통합하여 2019년 9월 21일에 첫방송을 시작한 프로그램이다. 단, 이 프로그램은 모두 전국방송이다.

## 역대 방송시간
| 방송 채널   | 방송 기간                        | 방송 시간                  |
| ----------- | -------------------------------- | -------------------------- |
| KBS 1라디오 | 2019년 9월 21일 ~ 2020년 2월 2일 | 주말 아침 7:10 ~ 아침 8:57 |
| KBS 1라디오 | 2020년 2월 8일 ~ 현재            | 주말 아침 7:05 ~ 아침 8:57 |

## 역대 진행자
- 2019년 9월 21일 ~ 2021년 6월 27일 : 성기영 아나운서 (여)
- 2021년 7월 3일 ~ 2023년 1월 22일 : 박노원 아나운서 (남)
- 2023년 1월 28일 ~ : 오태훈 아나운서 (남)

## 오프닝 시그널
- Yoshimata Ryo - Elation